# Giovanni Manson Ribeiro
Giovanni Manson Ribeiro (Bauru, 31 januari 2002) is een Braziliaans voetballer die als aanvaller voor KF Ballkani speelt.

## Carrière

### Ajax
Giovanni speelde in de jeugd van Santos FC, tot zijn contract daar in 2020 afliep en hij transfervrij naar AFC Ajax vertrok. Santos en de Braziliaanse voetbalbond hielden deze transfer echter tegen omdat zij meenden dat Santos een transferbedrag voor hem zou moeten ontvangen. Nadat Ajax de hulp van de FIFA inriep, kon Giovanni toch transfervrij bij Ajax tekenen. Hij debuteerde in het betaald voetbal voor Jong Ajax op 30 augustus 2020, in de met 0-4 verloren thuiswedstrijd tegen Roda JC Kerkrade. Hij begon in de basis en werd in de 56e minuut vervangen door Brian Brobbey. De wedstrijd erna, tegen N.E.C., scoorde hij zijn eerste doelpunt. In het begin van het seizoen was hij een vaste basisspeler. Later raakte hij deze basisplaats, mede door een blessure, kwijt.

### Verhuur aan Telstar
Op 18 januari 2022 werd bekend dat Giovanni het seizoen 2021/22 afmaakt bij Telstar, bij Telstar koos hij voor het rugnummer 68. Zijn debuut voor Telstar maakte Giovanni op 20 januari 2022 in de met 2-1 verloren bekerwedstrijd tegen PSV, 13 minuten voor tijd viel hij in voor Gyliano van Velzen. Enkele dagen later, op 23 januari, stond Giovanni voor het eerst in de basis bij Telstar in de met 1-0 gewonnen wedstrijd tegen Jong Ajax. Op 6 mei 2022 scoorde Giovanni zijn eerste twee doelpunten in de met 4-3 verloren wedstrijd tegen Roda JC Kerkrade.

### Terugkeer naar Brazilië
Na het einde van zijn verhuurperiode bij Telstar speelde Giovanni in het seizoen 2022/23 nog vijfmaal voor Jong Ajax. In de winterstop vertrok hij naar het Braziliaanse Fluminense FC. Hij maakte vooral minuten in het staatskampioenschap, het Campeonato Carioca. In de Série A speelde hij vijf wedstrijden. Na een jaar maakte hij de overstap naar Amazonas FC, in de Série B.

### KF Ballkani
Na een paar maanden maakte Giovanni alweer de overstap naar het Kosovaarse KF Ballkani, dat uitkomt in de Superliga. Hij maakte zijn debuut voor de club op 30 juli 2024, tegen het Maltese Ħamrun Spartans, in de voorrondes van de UEFA Conference League.

## Clubstatistieken

### Beloften
| Seizoen         | Club            | Land               | Competitie      | Competitie | Competitie | Beker | Beker | Internationaal | Internationaal | Overig | Overig | Totaal | Totaal |
| Seizoen         | Club            | Land               | Competitie      | Wed.       | Dlp.       | Wed.  | Dlp.  | Wed.           | Dlp.           | Wed.   | Dlp.   | Wed.   | Dlp.   |
| --------------- | --------------- | ------------------ | --------------- | ---------- | ---------- | ----- | ----- | -------------- | -------------- | ------ | ------ | ------ | ------ |
| 2020/21         | Jong Ajax       | Vlag van Nederland | Eerste divisie  | 23         | 2          | 0     | 0     | 0              | 0              | 0      | 0      | 23     | 2      |
| 2021/22         | Jong Ajax       | Vlag van Nederland | Eerste divisie  | 8          | 0          | 0     | 0     | 0              | 0              | 0      | 0      | 8      | 0      |
| 2022/23         | Jong Ajax       | Vlag van Nederland | Eerste divisie  | 5          | 1          | 0     | 0     | 0              | 0              | 0      | 0      | 5      | 1      |
| Club totaal     | Club totaal     | Club totaal        | Club totaal     | 36         | 3          | 0     | 0     | 0              | 0              | 0      | 0      | 36     | 3      |
| Carrière totaal | Carrière totaal | Carrière totaal    | Carrière totaal | 36         | 3          | 0     | 0     | 0              | 0              | 0      | 0      | 36     | 3      |

Bijgewerkt tot en met 21 april 2024

### Senioren
| Seizoen         | Club            | Land               | Competitie      | Competitie | Competitie | Beker | Beker | Internationaal | Internationaal | Overig | Overig | Totaal | Totaal |
| Seizoen         | Club            | Land               | Competitie      | Wed.       | Dlp.       | Wed.  | Dlp.  | Wed.           | Dlp.           | Wed.   | Dlp.   | Wed.   | Dlp.   |
| --------------- | --------------- | ------------------ | --------------- | ---------- | ---------- | ----- | ----- | -------------- | -------------- | ------ | ------ | ------ | ------ |
| 2021/22         | → Telstar       | Vlag van Nederland | Eerste divisie  | 15         | 2          | 1     | 0     | 0              | 0              | 0      | 0      | 16     | 2      |
| Club totaal     | Club totaal     | Club totaal        | Club totaal     | 15         | 2          | 1     | 0     | 0              | 0              | 0      | 0      | 16     | 2      |
|                 |                 |                    |                 |            |            |       |       |                |                |        |        |        |        |
| 2023            | Fluminense FC   | Vlag van Brazilië  | Série A         | 5          | 0          | 1     | 0     | 0              | 0              | 8      | 0      | 14     | 0      |
| Club totaal     | Club totaal     | Club totaal        | Club totaal     | 5          | 0          | 1     | 0     | 0              | 0              | 8      | 0      | 14     | 0      |
|                 |                 |                    |                 |            |            |       |       |                |                |        |        |        |        |
| 2024            | Amazonas FC     | Vlag van Brazilië  | Série B         | 0          | 0          | 0     | 0     | 0              | 0              | 1      | 0      | 1      | 0      |
| Club totaal     | Club totaal     | Club totaal        | Club totaal     | 0          | 0          | 0     | 0     | 0              | 0              | 1      | 0      | 1      | 0      |
| Carrière totaal | Carrière totaal | Carrière totaal    | Carrière totaal | 20         | 2          | 2     | 0     | 0              | 0              | 9      | 0      | 31     | 2      |

Bijgewerkt tot en met 21 april 2024